# Jeanne d'Arc (film, 1948)
Pour les articles homonymes, voir Jeanne d'Arc (homonymie).
Pour plus de détails, voir Fiche technique et Distribution.
Jeanne d'Arc (Joan of Arc) est un film américain réalisé par Victor Fleming, sorti en 1948.

## Synopsis
La vie de Jeanne d'Arc, de la libération d'Orléans, au Sacre de Charles VII de France à Saint Denis, jusqu'à la capture et à son procès pour sorcellerie.

## Fiche technique
- Titre original : Joan of Arc
- Titre français : Jeanne d'Arc
- Réalisation : Victor Fleming, assisté de Richard Rosson (non crédité)
- Scénario : Maxwell Anderson et Andrew Solt d'après la pièce Jeanne de Lorraine de Maxwell Anderson
- Photographie : Winton C. Hoch, William V. Skall et Joseph A. Valentine
- Direction artistique : Richard Day
- Conseiller historique : Paul Doncoeur
- Montage : Frank Sullivan
- Décorateur de plateau : Joseph Kish, Casey Roberts[1]
- Costumes : Dorothy Jeakins et Barbara Karinska
- Maquillage : Jack P. Pierce
- Musique : Hugo Friedhofer
- Arrangements orchestraux : Jerome Moross
- Production : Walter Wanger
- Société(s) de production : Sierra Pictures
- Société(s) de distribution :  États-Unis : RKO Radio Pictures, Mondial : Balboa Film Distributors
- Pays d'origine :  États-Unis
- Langue originale : anglais
- Format : couleur (Technicolor) – 35 mm – 1,37:1 – mono (Western Electric Recording)
- Genre : film historique
- Durée : 145 minutes
- Dates de sortie : 
  - États-Unis : 11 novembre 1948 (première à New York)
  - France : 21 octobre 1949
- Affiches : Bernard Lancy (France / Allemagne)

## Distribution
- Ingrid Bergman  (V.F : Paula Dehelly) : Jeanne d'Arc
- Francis L. Sullivan  (V.F : Pierre Morin) : Pierre Cauchon
- J. Carrol Naish : John, Comte de Luxembourg
- Ward Bond  (V.F : Jean Brochard) : La Hire
- Shepperd Strudwick : Père Massieu
- Gene Lockhart  (V.F : Raymond Rognoni) : Georges de la Trémouille
- John Emery  (V.F : Marc Valbel) : le Duc d'Alençon
- Leif Erickson : Jean de Dunois
- Cecil Kellaway (V.F : Camille Guérini) : Jean le Maistre
- José Ferrer : Charles VII de France
- Selena Royle : Isabelle d'Arc
- Robert Barrat : Jacques d'Arc
- Jimmy Lydon : Pierre d'Arc
- Rand Brooks : Jean d'Arc
- Roman Bohnen : Durand Laxart
- Irene Rich : Catherine le Royer
- Nestor Paiva : Henri le Royer
- John Ireland : Capitaine Jean de la Boussac
- Henry Brandon : Capitaine Gilles de Rais
- William Conrad : Guillaume Erard
- George Coulouris  (V.F : Robert Dalban) : Sir Robert de Baudricourt, gouverneur de Vaucouleurs
- Russell Simpson : Vieil homme à la pipe
- Richard Derr (V.F : Jacques Beauchey) : Jean de Metz, compagnon de Jeanne
- Ray Teal : Bertrand de Poulengy, compagnon de Jeanne
- Alan Napier  (V.F : Pierre Asso) : Comte de Warwick
- Taylor Holmes  (V.F : Georges Chamarat) : Jean, évêque d’Avranches
- George Zucco : Connétable de Clervaux
- Frank Puglia : Nicolas de Houppeville
- Frederick Worlock : Duc de Bedford, régent d'Angleterre
- Herbert Rudley : Isambard de la Pierre
- Dennis Hoey : Sir William Glasdale
- Richard Ney : Charles Ier de Bourbon
- Philip Bourneuf : Jean d'Estivet
- Nicholas Joy : Regnault de Chartres
- Houseley Stevenson : Cardinal de Westminster
- Stephen Roberts : Thomas de Courcelles
- John Parrish : Jean Beaupère
- David Bond : Jean Fournier, curé de Vaucouleurs

Acteurs non crédités
- Clancy Cooper : Premier soldat
- George Davis : Fermier
- Frank Hagney : Troisième soldat
- Stuart Holmes : Juge Benoît
- Louis Payne : Juge Thibault
- Lon Poff : Guillaume Colles
- Ray Saunders
- Arthur Space : Garde du comte de Luxembourg
- Vernon Steele : Père d'un enfant
- Charles Wagenheim : Calot